# Euston Station
Euston Station – jedna z głównych stacji kolejowych Londynu, leży w północnej części miasta w dzielnicy London Borough of Camden, przy placu Euston Square. Posiada 18 peronów i obsłużyła w 2005 prawie 27,8 mln pasażerów.
Stacja stanowi południowy kraniec podmiejskiej linii kolejowej Watford DC Line, której operatorem jest London Overground. Swój bieg kończą tu także nocne pociągi ze Szkocji firmy First ScotRail, a także składy przyjeżdżające z Birmingham w barwach London Midland. Jest to także stacja początkowa szeregu połączeń klasy InterCity obsługiwanych przez Virgin Trains. Pociągami tej firmy można dostać się stąd m.in. do Birmingham, Glasgow, Holyhead, Liverpoolu, Manchesteru i Wolverhampton.